# Cymin Samawatie
Cymin Samawatie (Braunschweig, 14 januari 1976) is een Duitse zangeres van Iraanse afkomst, beide ouders zijn Iraans. Op twaalfjarige leeftijd schreef ze al eigen teksten, die ze zelf aan de piano begeleidde. Haar muzikale studie kreeg ze aan de klassieke muziek-tak aan de Hochschule für Musik van Hannover (1995-1999). Vervolgens vertrok ze naar de Universiteit van de Kunsten in Berlijn voor jazz (2000-2005). Eerder speelde ze nog in een gruntband met Schwarz (RACY).
In 2002 richtte ze haar ensemble Cyminology op, die muziek speelt dat een combinatie is van etnomusic, klassieke muziek en jazz, haast tegen new age aan. Daarbij schrijft Samawatie eigen teksten maar zette ze ook een melodie onder 13e-eeuwse poëzie uit haar moederland Perzië en zingt ze in haar moerstaal Farsi. Het ensemble heeft al diverse internationale prijzen gewonnen. Cyminology bestaat uit vier nationaliteiten:
- Cymin Samawatie – Duits/Iraans
- Benedikt Jahnel – Frankrijk
- Ketin Bhatti – India
- Ralf Schwarz - Duitsland

## Discografie
- 2002: Get Strong
- 2005: Per Se
- 2007: Bemun
- 2009: As Ney